# Pseudotrimezia cipoana
Pseudotrimezia cipoana är en irisväxtart som beskrevs av Pierfelice Ravenna. Pseudotrimezia cipoana ingår i släktet Pseudotrimezia och familjen irisväxter. Inga underarter finns listade i Catalogue of Life.